# Comté de Worth (Missouri)
Pour les articles homonymes, voir Comté de Worth.
Le comté de Worth (Worth County) est un comté du Missouri aux États-Unis. Le siège du comté se situe à Grant City. Le comté fut créé en 1861 et nommé en hommage au général William J. Worth qui participa à la guerre américano-mexicaine.  Au recensement de 2000, la population était constituée de 2 382 habitants.

## Géographie
Selon le bureau du recensement des États-Unis, le comté totalise une surface 691 km² dont 1 km² d’eau.

### Comtés voisins
| Comté de Taylor (Iowa) Iowa |                            | Comté de Ringgold (Iowa) Iowa |
| Comté de Nodaway (Missouri) | comté de Worth             | Comté de Harrison (Missouri)  |
|                             | Comté de Gentry (Missouri) |                               |

### Routes principales
- U.S. Route 169
- Missouri Route 46

## Démographie
Selon le recensement de 2000, sur les 2.382 habitants, on retrouvait 1.009 ménages et 677 familles dans le comté. La densité de population était de 3 habitants par km² et la densité d’habitations (1 245 au total)  était de 2 habitations par km². La population était composée de 98,99 % de blancs, de 0,17 %  d’afro-américains, de 0,34 % d’amérindiens et de 0,08 % d’asiatiques.
28,90 % des ménages avaient des enfants de moins de 18 ans, 56,40 % étaient des couples mariés. 24,3 % de la population avait moins de 18 ans, 6,8 % entre 18 et 24 ans, 23,5 % entre 25 et 44 ans, 23,1 % entre 45 et 64 ans et 22,3 % au-dessus de 65 ans. L’âge moyen était de 42 ans. La proportion de femmes était de 100 pour 96 hommes.
Le revenu moyen d’un ménage était de 27.471 dollars.